# Dorfkirche Hangelsberg

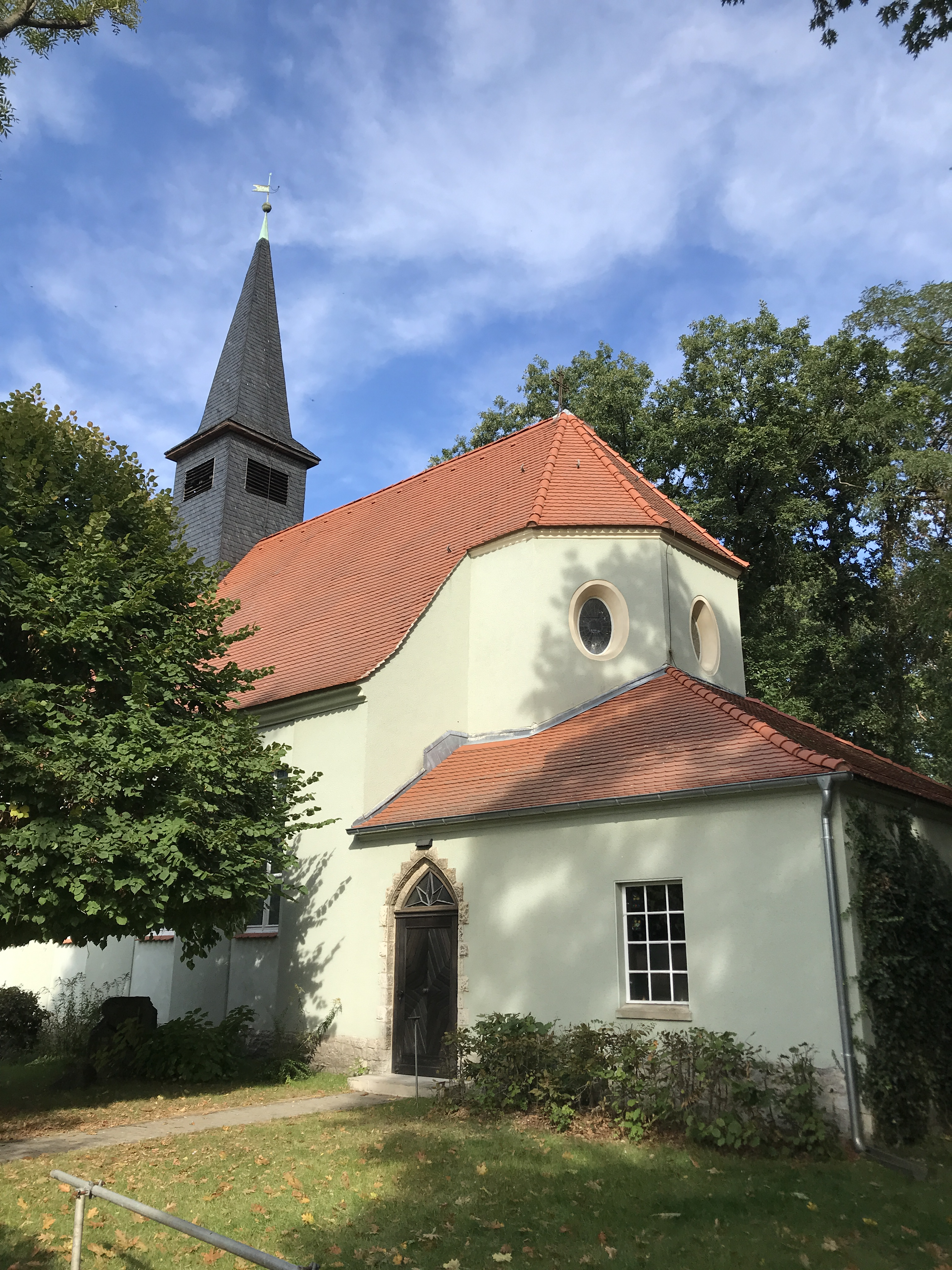
Dorfkirche Hangelsberg

Die evangelische Dorfkirche Hangelsberg ist eine Saalkirche im Stil der Neuen Sachlichkeit in Hangelsberg, einem Ortsteil der Gemeinde Grünheide (Mark) im Landkreis Oder-Spree im Land Brandenburg. Die Kirchengemeinde gehört zum Kirchenkreis Oderland-Spree der Evangelischen Kirche Berlin-Brandenburg-schlesische Oberlausitz.

## Lage
Die Hauptstraße verläuft parallel zur Landstraße 38 und damit von Nordwesten kommend in südöstlicher Richtung durch den Ort. Von ihr zweigt das Küstergestell nach Norden ab. Die Kirche steht nordwestlich dieser Kreuzung auf einem Grundstück, das nicht eingefriedet ist.

## Geschichte
Hangelsberg war über viele Jahrhunderte landwirtschaftlich geprägt. Durch den Anschluss an die Niederschlesisch-Märkische Eisenbahn im Jahr 1842 erlebte der Ort einen wirtschaftlichen Aufschwung. Zahlreiche Berliner errichteten kleinere Wochenendhäuser; der Kaufmann Hermann Tietz ließ ein Erholungsheim errichten. Durch den Zuzug vergrößerte sich die Kirchengemeinde, wurde 1913 selbstständig, allerdings immer noch seelsorgerisch vom Pfarrer aus Beerfelde betreut. Erst 1915 kam mit Harry van Beuningen ein eigener Pfarrer in den Ort. Er setzte sich für einen Kirchenbau ein, der von 1927 bis 1928 realisiert wurde.

## Baubeschreibung

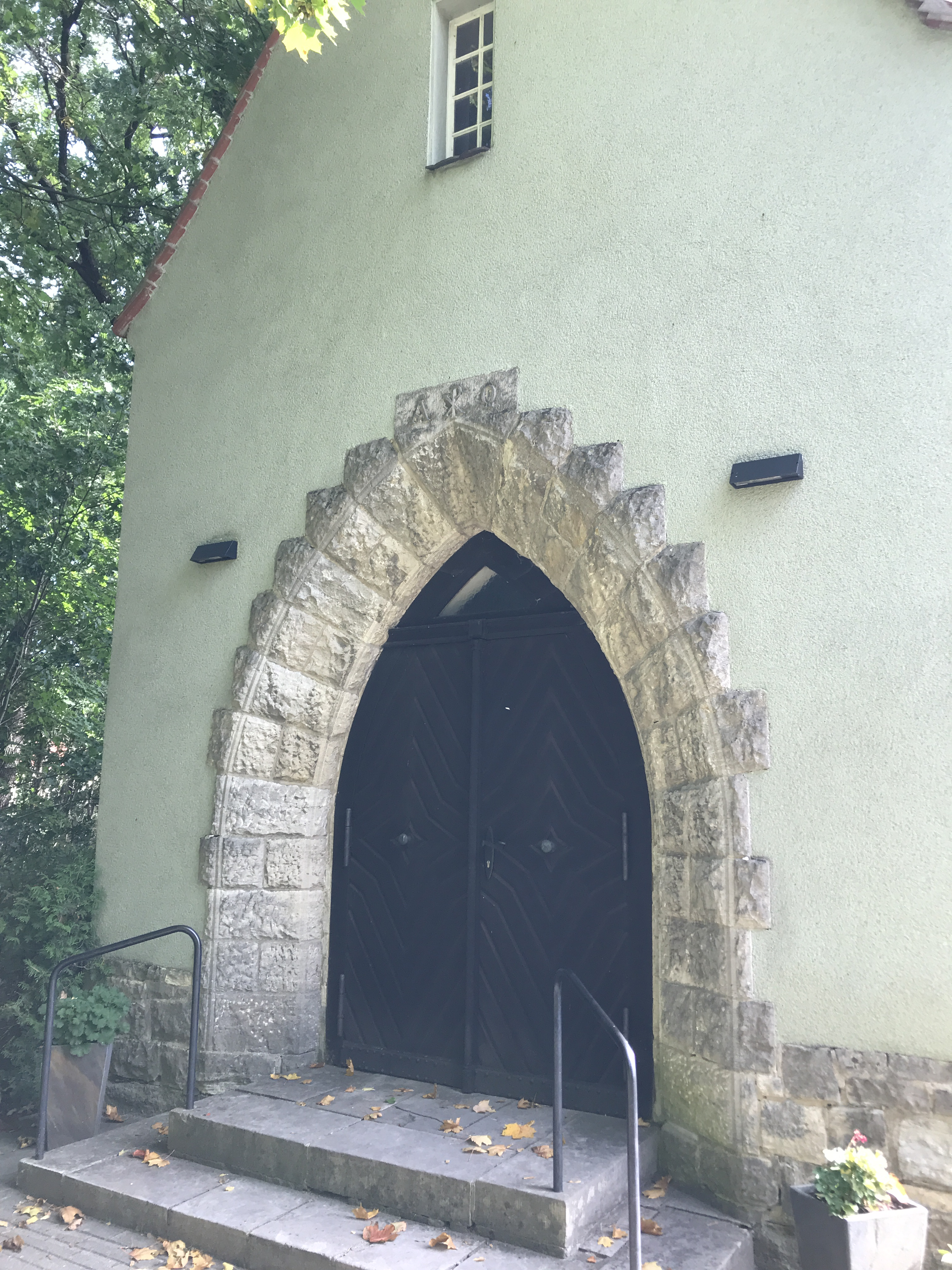
Westportal

Das Bauwerk wurde im Wesentlichen aus Mauersteinen errichtet, die anschließend verputzt wurden. Der polygonale Chor ist nicht eingezogen. Nach Osten schließt sich an ihn ein Gemeinderaum an. Dieser hat einen rechteckigen Grundriss und kann durch eine hochrechteckige Tür von Süden her betreten werden. Östlich ist ein großes und hochrechteckiges Fenster; an der Ostseite sind drei weitere große Fenster. An der Nordseite ist eine weitere, schlichte und ebenfalls hochrechteckige Pforte, die nach Westen durch ein Fenster ergänzt wird. Aus diesem Anbau ragt im westlichen Teil der Chor hervor. An seiner Ostseite sowie an der Nordost- und Südostseite ist je ein Ochsenauge, das in eine verputzte Laibung eingebaut wurde. Oberhalb ist am Übergang zum Dach eine umlaufende Voute, darüber ein abgewalmtes Dach mit einem Kreuz.
Das Kirchenschiff hat ebenfalls einen rechteckigen Grundriss. An seiner Nord- und Südseite sind je vier hochrechteckige Fenster sowie am Übergang zum Dach eine weitere Voute. An der Westseite ist ein weiterer, ebenfalls rechteckiger und eingezogener Vorbau. Er kann von Westen her über ein großes, spitzbogenförmiges und mit behauenen Feldsteinen verziertes Portal betreten werden. Darüber ist im Giebel ein kleines, hochrechteckiges Fenster. An der Nordseite sind zwei, an der Südseite ein weiteres, kleines Fenster. Der Anbau trägt, wie auch das Schiff, ein schlichtes Satteldach.
Auf dem westlichen Teil dieses Dachs erhebt sich ein mit Schiefer verkleideter Dachreiter. Er besitzt an jeder Seite eine querrechteckige Klangarkade und schließt mit einem spitzen Turmhelm mit Turmkugel und Wetterfahne ab.

## Ausstattung
Die Kirchenausstattung stammt im Wesentlichen aus der Bauzeit, während eine hölzerne Fünte in Pokalform aus dem Anfang des 20. Jahrhunderts stammt. Auf der Empore steht eine Orgel, die Wilhelm Sauer im Jahr 1961 errichtete. Das Instrument verfügt über ein Manual mit sieben Registern sowie ein Pedal. Im Turm hängt eine Glocke, die 1805 gegossen wurde und ursprünglich in der Georgenkirche in Berlin hing.